# Teki wa kaizoku: neko no kyōen
Teki wa kaizoku: neko no kyōen (敵は海賊 ～猫たちの饗宴～? lett. "Il nemico è il pirata: il banchetto dei gatti") è una serie televisiva anime di Takayuki Goto di 6 episodi del 1989.

## Trama
Dopo essere giunto sulla Terra, il gatto alieno Apuro scopre di poter prendere sembianze umane. Insieme ad un gruppo di scienziati, Apuro dovrà quindi salvare il pianeta.

## Personaggi
Apuro (猫た?)
Doppiato da: Yuji Mitsuya
Rakku Jubiri (の饗宴?)
Doppiato da: Tesshō Genda
Chief Buster (宴た?)
Doppiato da: Shinji Ogawa
Besuta Shikago (は海賊?)
Doppiato da: Shingo Kanemoto
Kaari Duruga (カリつくり出し?)
Doppiata da: Noriko Ohara
Meniakku (ニャン?)
Doppiato da: Mika Doi
Ranjendora (ランク?)
Doppiato da: Kenyuu Horiuchi
Heruberuto Kattsu (ヘリバートカツ?)
Doppiato da: Kaneto Shiozawa
Toumei Tsuzakki (東名津崎?)
Doppiato da: Jouji Nakata
Yoshizaki (吉崎?)
Doppiato da: Isamu Tanonaka
Rateru (ラット?)
Doppiato da: Hideyuki Tanaka
Sgt. Petoroa (軍曹。プレトリア?)
Doppiato da: Daisuke Gōri
Masha M (メアリー?)
Doppiata da: Chie Kōjiro

## Episodi
La serie è formata da 6 episodi.
| Nº | Giapponese 「Kanji」 - Rōmaji - Traduzione letterale                                                       | In onda        | In onda |
| Nº | Giapponese 「Kanji」 - Rōmaji - Traduzione letterale                                                       | Giapponese     |         |
| 1  | 「操作キャットティーザー（前編）」 - Sōsa kyattotīzā (zenpen) – "Operazione Gatto Teaser (prima parte)"    | 1 gennaio 1990 |         |
| 2  | 「操作キャットティーザー（続編）」 - Sōsa kyattotīzā (zokuhen) – "Operazione Gatto Teaser (seconda parte)" | 1 gennaio 1990 |         |
| 3  | 「究極の偽善（前編）」 - Kyūkyoku no gizen (zenpen) – "L'ipocrisia finale (prima parte)"                   | 2 gennaio 1990 |         |
| 4  | 「究極の偽善（続編）」 - Kyūkyoku no gizen (zokuhen) – "L'ipocrisia finale (seconda parte)"                | 2 gennaio 1990 |         |
| 5  | 「ラットポイズン暴動（前編）」 - Rattopoizun bōdō (zenpen) – "Le sommosse Rat-Veleno (prima parte)"        | 3 gennaio 1990 |         |
| 6  | 「ラットポイズン暴動（続編）」 - Rattopoizun bōdō (zokuhen) – "Le sommosse Rat-Veleno (seconda parte)"     | 3 gennaio 1990 |         |